# دارل عيسى
دارل إدوارد عيسى (بالإنجليزية: Darrell Issa)‏ (وُلد في 1 نوفمبر 1953) رجل أعمال أمريكي وسياسي جمهوري. عمل في مجلس النواب الأمريكي منذ عام 2001 إلى عام 2019، ممثلًا للدائرة الانتخابية التي تغطي، على نحو رئيسي، مقاطعة سان دييغو الشمالية، بولاية كاليفورنيا. في الفترة منذ يناير 2011 إلى يناير 2015، ، شغل منصب رئيس لجنة الرقابة والإصلاح الحكومي بمجلس النواب.
شغل عيسى منصب الرئيس التنفيذي لشركة دايركتد إلكترونكس، والتي قد شارك في تأسيسها عام 1982. تُعد الشركة حاليًا واحدة من أكبر مصنعي المنتجات السريعة ومنتجات ما بعد البيع للسيارات في الولايات المتحدة. كان عيسى أثناء ولايته العضو الأكثر ثراءً في الكونجرس، إذ بلغت قيمة صافي ثروته نحو 250 مليون دولار أمريكي.
أعلن عيسى في 10 يناير 2018 أنه لن يترشح لإعادة انتخابه لمقعده في مجلس النواب. انتُخب الديمقراطي مايك ليفين في 6 نوفمبر 2018 ليصبح الممثل التالي للمقاطعة. في 19 سبتمبر 2018، رشح الرئيس دونالد ترامب عيسى لمنصب مدير وكالة التنمية والتجارة الأمريكية.
في 26 سبتمبر 2019، أعلن عيسى أنه سيترشح للكونغرس عن دائرة كاليفورنيا الخمسين في انتخابات عام 2020. احتل المركز الثاني في الانتخابات التمهيدية التي جرت في مارس 2020، فتقدم ليواجه الديمقراطي عمار كامبا النجار في الانتخابات العامة نوفمبر 2020.

## الحياة السياسية المبكرة

### العمل الناشط
بمشاركته في منظمات تجارة الإلكترونيات الاستهلاكية، أصبح عيسى ناشطًا سياسيًا. ذهب إلى واشنطن العاصمة للضغط على الكونغرس وأصبح واحدًا من أكبر المساهمين في حملة كاليفورنيا للمرشحين الجمهوريين. في عام 1996 كان رئيسًا للحملة الناجحة لتمرير اقتراح كاليفورنيا 209، وهي مبادرة اقتراع حظرت على المؤسسات العامة في كاليفورنيا النظر إلى العرق، أو الجنس، أو الأصل العرقي في مجالات التوظيف العام، أو التعاقد العام، أو التعليم العام. كان له دور فعال في إقناع الحزب الوطني الجمهوري بعقد مؤتمره لعام 1996 في سان دييغو.

### انتخابات مجلس الشيوخ في الولايات المتحدة لعام 1998
كانت حملة عيسى الأولى للحصول على منصب انتخابي في عام 1998، وذلك عندما سعى لتمثيل الجمهوريين لعضوية مجلس الشيوخ الأمريكي ضد نائبة الحزب الديمقراطي باربرا بوكسر. أنفق 10 ملايين دولار من أمواله الخاصة في حملته الانتخابية، التي خاضها ضد أمين خزانة ولاية كاليفورنيا، مات فونغ، وعضو الكونجرس فرانك ريغز، وثلاثة آخرين. جمعت حملة فونغ 3 ملايين دولار من التبرعات واشتكت من أن ثروة عيسى تسببت في عدم تكافؤ الفرص (لم يتلق عيسى سوى 400 ألف دولار من تبرعات الآخرين). رد المتحدث باسم عيسى قائلًا أن المبلغ كان ضروريًا لتعويض شهرة فونغ على نطاق الولاية. خسر عيسى الانتخابات التمهيدية لصالح فونغ، 45% من الأصوات مقابل 40%؛ وحصل ريغز على 10% من الأصوات. أشار استطلاع للرأي أُجري في سان فرانسيسكو بشأن اقتراع الناخبين إلى أن أعدادًا كبيرة من الأميركيين الآسيويين، الذين يصوتون عادة في الانتخابات التمهيدية لصالح الحزب الديمقراطي، قد تجاوزوا الانتماء الحزبي للتصويت لصالح فونغ على نحو مخطط.